# بستيل
البِستيل (بالتركية: Pestil) أو البستيق (بالتركية: bastık) هو لب الفاكهة المجففة ويُشرح بجلد الفاكهة. يُصنع البستيل آليًا من مسحوق الفاكهة، ثم يُنشر ليجف في مادة صلبة ومرنة وصالحة للأكل يمكن الاحتفاظ بها لعدة أشهر في حاوية محكمة الإغلاق.
تسمى الحلوى المصنوعة من البرقوق من بلغارية البستيل أيضًا. يُحضر بغلي البرقوق مع السكر والماء وتبريد الخليط في طبقة صلبة. قد يكون البستيل البلغاري أكثر سمكًا من نظيره التركي وقد يُقطَع إلى قطع صغيرة بدلاً من لفه.
يمكن صنع البستيل بأنواع مختلفة من الفاكهة غير البرقوق، مثل التفاح والمشمش والكمثرى والخوخ والبطيخ.